# Carina Vitral
Carina Vitral Costa (Santos, 6 de julho de 1988) é uma economista brasileira , mestre em políticas públicas e atualmente é gerente de projetos no Novo Brasil - Plano de Transformação Ecológica do Ministério da Fazenda do Brasil. Foi presidente da União Nacional dos Estudantes (UNE) no biênio 2015–2017  e conselheira do Conselho Nacional de Desenvolvimento Econômico Social Sustentável da Presidência da República.

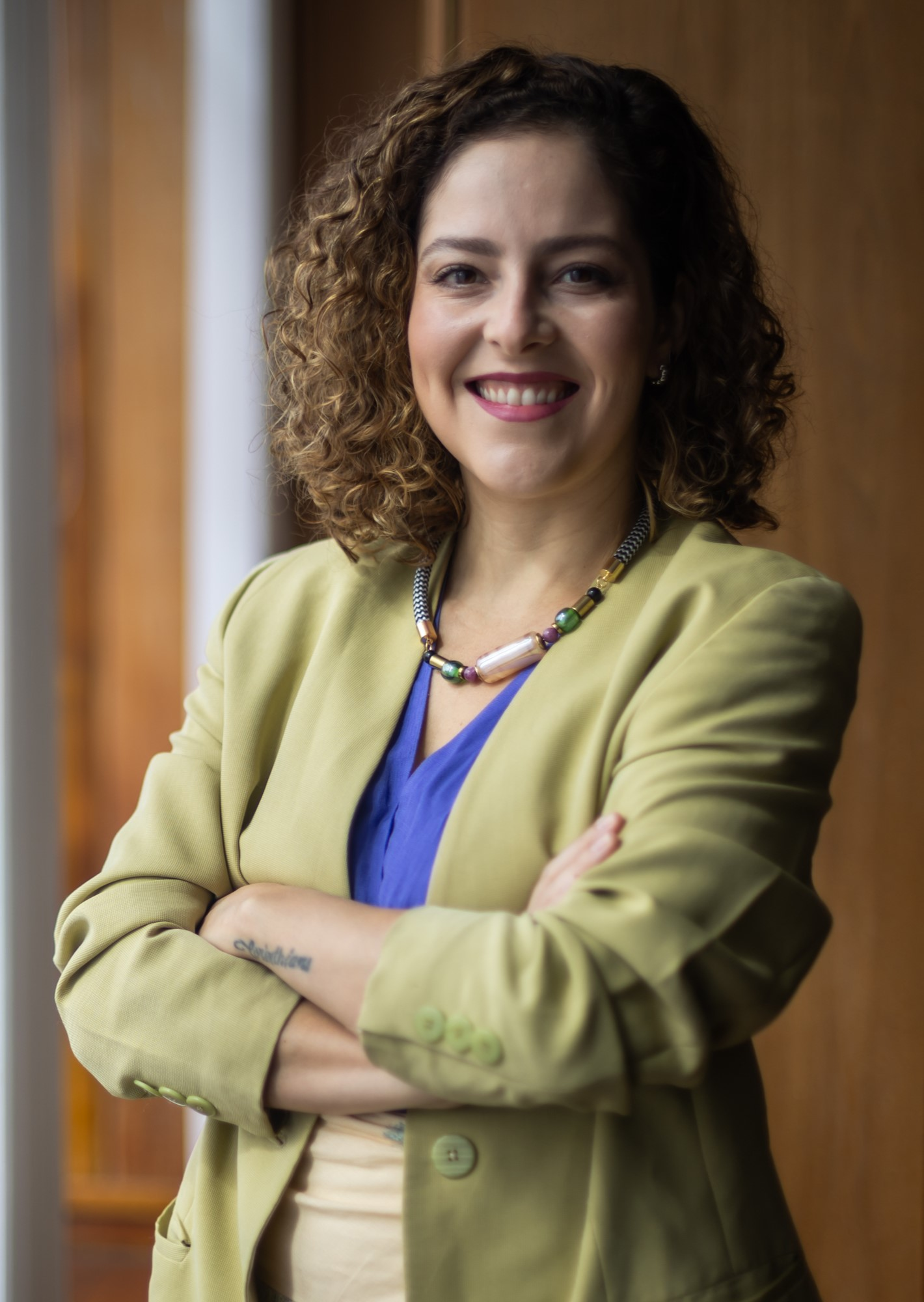
Carina Vitral no Ministério da Fazenda

#### Trajetória profissional e acadêmica
- Bacharelado em Ciências Econômicas pela Pontifícia Universidade Católica de São Paulo (PUC-SP).
- Mestrado em Políticas Públicas pela Fundação Getúlio Vargas (FGV-SP).
- Doutoranda em Desenvolvimento Sustentável na Universidade de Brasília (UnB).
- Escola de Governo e Desenvolvimento Maria da Conceição Tavares (CEPAL-BNDES).

- Ministério da Fazenda (2023–atual): gerente de projetos do Plano de Transformação Ecológica, coordenando iniciativas de integração entre desenvolvimento econômico e ação climática [2].
- Fundo Nacional de Desenvolvimento Científico e Tecnológico (FNDCT) (2023–atual): conselheira, contribuindo para a definição de diretrizes estratégicas de financiamento à inovação e à ciência.
- Assembleia Legislativa do Estado de São Paulo (2019–2022): suplente de deputada estadual, com atuação voltada para políticas públicas de juventude, inovação e sustentabilidade.
- Instituto E Se Fosse Você? (2018–2020): vice-presidente, responsável por projetos de formação política e liderança feminina.

#### Presidência da UNE
Foi presidente da União Nacional dos Estudantes (UNE) no biênio 2015–2017. Na liderança estudantil, fez parte do movimento União da Juventude Socialista (UJS). Antes de assumir a presidência da UNE, foi diretora de universidades públicas da entidade (2011-2013) e esteve à frente da União Estadual dos Estudantes de São Paulo, gestão 2013-2015. Foi membro do Conselho Municipal da Juventude de Santos.
Foi eleita presidente da UNE durante o 54º Congresso da entidade, realizado em Goiânia (GO), com 58%, pela chapa “O movimento estudantil unificado contra o retrocesso em defesa da democracia e por mais direitos”. Com essa eleição, ocorreu pela primeira vez na história da UNE a transição do cargo de presidência entre duas mulheres, no caso a então presidente Virgínia Barros e Carina.
Durante sua gestão da presidência da UNE, encabeçou manifestações contrárias a redução da maioridade penal e ao impeachment da presidente Dilma Rousseff. Lançou um estudo sobre a violência da ditadura militar contra estudantes, entre eles o ex-presidente da entidade Honestino Guimarães.

#### Atuação política
Na campo eleitoral, em 2016, foi candidata a prefeitura de Santos pela coligação entre o PT e o PCdoB. Recebeu pouco mais 14 mil votos (6%), ficando na segunda posição, derrotada pelo prefeito Paulo Barbosa (PSDB), que buscava a reeleição. Em 2018, foi candidata a deputada estadual pelo PCdoB em São Paulo. Recebeu pouco mais de 33 mil votos (0,16%), ficando com a primeira suplência do partido. Em 2022, foi novamente candidata a deputada estadual pelo PcdoB em São Paulo. Recebeu pouco mais de 22 mil votos e não foi eleita. 